# Brachychilus scutellaris
Brachychilus scutellaris är en skalbaggsart som beskrevs av Blanchard 1851. Brachychilus scutellaris ingår i släktet Brachychilus och familjen långhorningar. Inga underarter finns listade.